# Stenoponia meridiana
Stenoponia meridiana är en loppart som beskrevs av Cao Hanli, Xie Xingchu et Yu Xin 1990. Stenoponia meridiana ingår i släktet Stenoponia och familjen mullvadsloppor. Inga underarter finns listade i Catalogue of Life.